# Sibirocosa alpina
Sibirocosa alpina är en spindelart som beskrevs av Marusik, Azarkina och Koponen 2004. Sibirocosa alpina ingår i släktet Sibirocosa och familjen vargspindlar. Inga underarter finns listade i Catalogue of Life.